# Погост-2
Погост-2 (бел. Паго́ст 2) — деревня в Солигорском районе Минской области Беларуси. В составе Чижевичского сельсовета. До 2009 года была центром Погостского сельсовета. Население 574 человека (2009).

## География
Погост-2 находится в 10 км к северо-востоку от Солигорска. Через деревню проходит автодорога Р-55 на участке Радково — Любань, ещё две дороги ведут в Солигорск и Слуцк. Пролегает дорога Н-9663.
Ближайшие населённые пункты Погост-1, Сельцо и др.

### Гидрография
Деревня стоит на западном берегу Солигорского водохранилища на реке Случь, неподалёку от его северной оконечности, на другом берегу находится деревня Погост-1.

## История
Деревни Погост-2 и Погост-1 — это одно бывшее историческое местечко Случчины, разделённое строительством Солигорского водохранилища.
Первое упоминание Погоста датируется 1499 г. в судебном "выроке" Александра Казимировича и Панов-Рады , деревня упоминается как принадлежащая Слуцкому княжеству, владение Олельковичей. Есть ошибочное суждение, что Погост впервые упомянут в 1449 г.. С XVII века поселением владели Радзивиллы.
В результате второго раздела Речи Посполитой (1793) Погост оказался в составе Российской империи, где стал центром волости Слуцкого уезда Минской губернии. В 1859 году здесь было 46 дворов. В конце XIX — начале XX века в Погосте была выстроена дворянская усадьба, от которой сохранилось несколько хозпостроек.
С 1908 года в Погостской волости Слуцкого уезда Минской губернии.
25 марта 1918 года Погост провозглашался частью Белорусской Народной Республики, 1 января 1919 года вошёл в состав БССР. Статус поселение понизили до деревни.
До 30 октября 2009 года деревня входила в состав Погостского сельсовета.

## Население

### Численность
- 2009 год —  574 жителей

### Динамика
- 1908 год —  264 жителей, 1 двор (имение)[4]
- 2009 год —  574 жителей (перепись населения)[4]

## Достопримечательности
- Усадьба конца XIX — начала XX века. Усадебный дом не сохранился. Сохранились винокурня, спиртохранилище, несколько хозпостроек.
- Руины паровой мельницы начала XX века (1902) —  Историко-культурная ценность Республики Беларусь, шифр 613Г000673.
- Здание народного училища (начало XX века).
- Два памятника погибшим евреям — узникам гетто.
- Курганный могильник ( XI–XIII вв.) в северной части кладбища, слева от дороги Н-9442 «Слуцк – Кирово – Великий Быков – Малый Быков» в д. Малый Быков (напротив перекрестка ул. Садовой и ул. Набережной), в центре деревни Погост-2 Солигорского района —  Историко-культурная ценность Республики Беларусь, шифр 613В000533.